# KTM X-Bow GT-XR
La KTM X-Bow GT-XR est une voiture de sport du constructeur automobile et de motos autrichien KTM, remplaçante de la X-Bow produite de 2007 à 2020.

## Présentation
La KTM X-Bow GT-XR est annoncée lors de la présentation de la version course X-Bow GT2 en février 2020, puis dévoilée le 12 octobre 2020. La version de série est présentée le 7 septembre 2022, avec un tarif de 284 900 € hors taxes annoncé.

## Caractéristiques techniques

### Motorisation
La sportive est équipée d'un moteur cinq-cylindres de 2,5 litres turbocompressé d'origine Audi dont la puissance est portée à 500 ch, accouplé à une boîte de vitesses robotisée à double embrayage.
| Logo de KTM                 | X-Bow GT-XR                                    |
| Moteur                      | 5-cylindres en ligne (Audi)                    |
| Admission                   | Turbocompressé                                 |
| Cylindrée (cm3)             | 2 480                                          |
| Puissance maximale ch (kW)  | 500 (368)                                      |
| au régime de (tr/min)       | 6 350                                          |
| Couple maximal (N m)        | 581                                            |
| au régime de (tr/min)       | 5 550                                          |
| Boîte de vitesses           | Robotisée à double embrayage 7 rapports (Audi) |
| Transmission                | Aux roues arrière (Propulsion)                 |
| Vitesse maximale (km/h)     | 280                                            |
| 0-100 km/h (s)              | 3,4                                            |
| Consommation (L/100 km)     |                                                |
| Masse à vide (kg)           | 1 130 à sec 1 252 avec fluides                 |
| Capacité du réservoir (L)   | 96                                             |
| Dimensions des pneumatiques | Avant : 235/35 R19 Arrière : 295/35 R20        |
| Émissions de CO2 (en g/km)  |                                                |